# 7 pneumatiske skulpturer af Willy Ørskov
7 pneumatiske skulpturer af Willy Ørskov er en dansk dokumentarfilm fra 2012 instrueret af Grethe Grathwol.

## Handling
Willy Ørskov (1920-1990) arbejdede fra slutningen af 1960'erne med pneumatiske (oppustelige) skulpturer. Grundformen er et rør, klippet og limet sammen og påsat sorte ventiler. Materialet er det stof, som svenske faldskærmstropper fik syet redningsveste af. Skulpturerne er skrøbelige og ændrer form alt efter luftfugtighed og temperatur.